# Miss América Latina
Miss América Latina del Mundo (também conhecido somente como Miss América Latina) é um tradicional concurso de beleza feminino de nível internacional realizado anualmente desde 1981 sob a gestão de Acirema Alayeto. O seu objetivo é propagar e celebrar a origem latina entre os mais variados países, sejam do continente americano ou europeu.

## Vencedoras

### Miss América Latina
As duas primeiras edições abrangiam somente latinas dos Estados Unidos:
| An   | Edição | Vencedora          | País           |
| ---- | ------ | ------------------ | -------------- |
| 1981 | 1ª     | Lesley Quintanilla | Estados Unidos |
| 1982 | 2ª     | Martha Álvarez     | Estados Unidos |

### Miss América Latina del Mundo
A vencedora foi destronada ou renunciou. Assumiu a segunda colocada.
| Ano  | Edição                          | Vencedora                       | País                            | 2.ª Colocada                    | País                            | Ref.                            |
| ---- | ------------------------------- | ------------------------------- | ------------------------------- | ------------------------------- | ------------------------------- | ------------------------------- |
| 1983 | 3ª                              | María Rosa                      | Porto Rico                      | Deisy Rodriguez                 | República Dominicana            | [ 2 ]                           |
| 1984 | 4ª                              | Mirla Ochoa                     | Venezuela                       | Yolanda Fernández               | Estados Unidos                  | [ 3 ]                           |
| 1985 | 5ª                              | Victoria Mauriz                 | República Dominicana            | Sylvia Hernandez                | Estados Unidos                  | [ 4 ]                           |
| 1986 | 6ª                              | Lucía Collado                   | República Dominicana            | Grace Vallejo                   | Colômbia                        | [ 5 ]                           |
| 1987 | 7ª                              | Lorenia Burruel                 | México                          | Cora Ruiz                       | Venezuela                       | [ 6 ]                           |
| 1988 | Conurso não realizado este ano. | Conurso não realizado este ano. | Conurso não realizado este ano. | Conurso não realizado este ano. | Conurso não realizado este ano. | Conurso não realizado este ano. |
| 1989 | 8ª                              | Suzanne Hannaux                 | El Salvador                     | Geanina Chagnón                 | Costa Rica                      | [ 7 ]                           |
| 1990 | 9ª                              | Vanessa Holler                  | Venezuela                       | Patricia Godói                  | Brasil                          | [ 8 ]                           |
| 1991 | 10ª                             | María Elena Bellido             | Peru                            | Luciana Gomes                   | Brasil                          | [ 9 ]                           |
| 1992 | 11ª                             | Ana Sofía Pereira               | Nicarágua                       | María José Berasategui          | Espanha                         | [ 10 ]                          |
| 1993 | 12ª                             | Fernanda Morales                | Guatemala                       | Concepción García               | Espanha                         | [ 11 ]                          |
| 1994 | 13ª                             | Priscila Furlan                 | Brasil                          | Carola Muñoz                    | Chile                           | [ 12 ]                          |
| 1995 | Conurso não realizado este ano. | Conurso não realizado este ano. | Conurso não realizado este ano. | Conurso não realizado este ano. | Conurso não realizado este ano. | Conurso não realizado este ano. |
| 1996 | 14ª                             | Jeannette Chávez                | Costa Rica                      | Lisa Bobé                       | Porto Rico                      | [ 13 ]                          |
| 1997 | Conurso não realizado este ano. | Conurso não realizado este ano. | Conurso não realizado este ano. | Conurso não realizado este ano. | Conurso não realizado este ano. | Conurso não realizado este ano. |
| 1998 | 15ª                             | Aline Rezende                   | Brasil                          | Ana María Serrano               | Equador                         | [ 14 ]                          |
| 1999 | 16ª                             | Dania Prince                    | Honduras                        | Adriana Gómez                   | Colômbia                        | [ 15 ]                          |
| 2000 | 17ª                             | Grace Martins                   | Brasil                          | Elizabeth Arias                 | Colômbia                        | [ 16 ]                          |
| 2001 | 18ª                             | Claudia Cruz                    | República Dominicana            | Florecita Cobián                | Guatemala                       | [ 17 ]                          |
| 2002 | 19ª                             | Maria Carolina Casado           | Venezuela                       | Alejandra Zapata                | Colômbia                        | [ 18 ]                          |
| 2003 | 20ª                             | Gamalis Fermín                  | Porto Rico                      | Karen Klosz                     | Uruguai                         | [ 19 ]                          |
| 2004 | 21ª                             | Mariela Ramos                   | Paraguai                        | Graciela Stanley                | Estados Unidos                  | [ 20 ]                          |
| 2005 | Conurso não realizado este ano. | Conurso não realizado este ano. | Conurso não realizado este ano. | Conurso não realizado este ano. | Conurso não realizado este ano. | Conurso não realizado este ano. |
| 2006 | 22ª                             | Melissa Quesada                 | Estados Unidos                  | Neólida Hernández               | Canárias                        | [ 21 ]                          |
| 2007 | 23ª                             | Giannina Silva                  | Uruguai                         | Heidy Garcia                    | Guatemala                       | [ 22 ]                          |
| 2008 | 24ª                             | Daniele Sampaio                 | Itália                          | Carolyne Aquino                 | República Dominicana            | [ 23 ]                          |
| 2009 | 25ª                             | Johanna Solano                  | Costa Rica                      | Diana Franca                    | Estados Unidos                  | [ 24 ]                          |
| 2010 | 26ª                             | Carolina Lemus                  | Colômbia                        | Amanda Vilanoca                 | Porto Rico                      | [ 25 ]                          |
| 2011 | 27ª                             | Estefani Chalco                 | Equador                         | Andrea Sandoval                 | Venezuela                       | [ 26 ]                          |
| 2012 | 28ª                             | Miriam Méndez                   | Guatemala                       | Sara Silveira                   | Portugal                        | [ 27 ]                          |
| 2013 | 29ª                             | Júlia Guerra                    | Brasil                          | Laura Cantillo                  | Colômbia                        | [ 28 ]                          |
| 2014 | 30ª                             | Nicole Pinto                    | Panamá                          | Yanire Ortiz                    | Espanha                         | [ 29 ]                          |
| 2015 | 31ª                             | Karla Monje                     | Estados Unidos                  | Karina Jara Olave               | Chile                           | [ 30 ]                          |
| 2016 | 32ª                             | Laura Spoya                     | Peru                            | Jocelyn Martínez                | Estados Unidos                  | [ 31 ]                          |
| 2017 | 33ª                             | Elicena Andrada                 | Espanha                         | Bianca Dias Lopes               | Brasil                          | [ 32 ]                          |
| 2018 | 34ª                             | Nadine Verhulp                  | Holanda                         | Ornella Carcuro                 | Chile                           | [ 33 ]                          |
| 2019 | 35ª                             | Nancy Gomez                     | Estados Unidos                  | Michelle Ortega                 | Peru                            | [ 34 ]                          |
| 2020 | Conurso não realizado este ano. | Conurso não realizado este ano. | Conurso não realizado este ano. | Conurso não realizado este ano. | Conurso não realizado este ano. | Conurso não realizado este ano. |
| 2021 | 36ª                             | Yosdany Navarro                 | Venezuela                       | Daiara Stein                    | Brasil                          | [ 35 ]                          |
| 2022 | 37ª                             | Maria de Fátima Lopes           | Portugal                        | Ashley Echeverria               | Venezuela                       | [ 36 ]                          |

### Títulos por País
| País                 | Quantidade | Títulos                      |
| -------------------- | ---------- | ---------------------------- |
| Estados Unidos       | 5          | 1981, 1982, 2006, 2015, 2019 |
| Venezuela            | 4          | 1984, 1990, 2002, 2021       |
| Brasil               | 4          | 1994, 1998, 2000, 2013       |
| Guatemala            | 3          | 1993, 2007, 2012             |
| República Dominicana | 3          | 1985, 1986, 2001             |
| Espanha              | 2          | 2014, 2017                   |
| Peru                 | 2          | 1991, 2016                   |
| Costa Rica           | 2          | 1996, 2009                   |
| Porto Rico           | 2          | 1983, 2003                   |
| Portugal             | 1          | 2022                         |
| Holanda              | 1          | 2018                         |
| Equador              | 1          | 2011                         |
| Colômbia             | 1          | 2010                         |
| Itália               | 1          | 2008                         |
| Paraguai             | 1          | 2004                         |
| Honduras             | 1          | 1999                         |
| Nicarágua            | 1          | 1992                         |
| El Salvador          | 1          | 1989                         |
| México               | 1          | 1987                         |

## Desempenho Lusófono
A lista abaixo abrange os países falantes de língua portuguesa que já participaram do evento:

### Miss Latina Brasil
Trata-se da etapa nacional que leva a candidata do Brasil:

#### Coordenações
Ficaram a frente da realização do evento nacional:
- de 2002 a 2008: Vânea Rabelo (Empresária).
- de 2009 a 2019: Fernando Bandeira Diniz (Organizador de Eventos).
- desde 2021: Michael Costa (Jornalista), Luciano Viana (Empresário) & Júlia Guerra.[37]

### Miss Latina Brasil
Trata-se da etapa nacional que leva a candidata de Portugal:

### Miss Latina Portugal
Trata-se da etapa nacional que leva a candidata de Portugal:

#### Vencedoras
| Ano  | Vencedora                | Origem                     | Colocação                       | Prêmios           | Ref.   |
| ---- | ------------------------ | -------------------------- | ------------------------------- | ----------------- | ------ |
| 1984 | Sandra Passy             | Salvador, BA               |                                 |                   | —      |
| 1986 | Anamaria Starck          | Santos, SP                 | Semifinalista (Top 10)          |                   | —      |
| 1987 | Anna Cristina Hülle      | Vitória, ES                | Semifinalista (Top 10)          |                   | —      |
| 1989 | Andreia Reis             | Lages, SC                  | 5º. Lugar                       |                   | —      |
| 1990 | Patrícia Franco de Godói | São Carlos, SP             | 2º. Lugar                       |                   | —      |
| 1991 | Luciana Melin Gomes      | Itajaí, SC                 | 2º. Lugar                       |                   | —      |
| 1992 | Karine Tavares           | Recife, PE                 |                                 |                   | —      |
| 1993 | Andréa Ferreira          | São José do Rio Preto, SP  |                                 | Miss Elegância    | —      |
| 1994 | Priscila Furlan          | São Paulo, SP              | Miss América Latina             |                   | —      |
| 1996 | Regina Tenório           | Maceió, AL                 |                                 |                   | —      |
| 1998 | Aline Rezende            | Boa Vista, RR              | Miss América Latina             |                   | —      |
| 1999 | Julie Elisabete          | Rio de Janeiro, RJ         |                                 |                   | —      |
| 2000 | Grace Martins            | Balneário Camboriú, SC     | Miss América Latina             |                   | —      |
| 2001 | Francine Eickemberg      | Blumenau, SC               | Finalista (Top 07)              |                   | —      |
| 2002 | Gleice Machado           | Bauru, SP                  | Finalista (Top 07)              | Melhor Passarela  | —      |
| 2003 | Priscila Bastos          | Rio de Janeiro, RJ         | Finalista (Top 07)              |                   | —      |
| 2004 | Luana Kloster            | Cuiabá, MT                 | Finalista (Top 07)              |                   | —      |
| 2006 | Geise Antunes            | Itaúna, MG                 | 5º. Lugar                       | Miss Internet     | —      |
| 2007 | Isabela Longobardi       | Campo Grande, MS           |                                 |                   | —      |
| 2008 | Michely Baptistele       | Ponte Nova, MG             | 5º. Lugar                       |                   | [ 38 ] |
| 2009 | Williana Siqueira        | Viçosa, AL                 | 3º. Lugar                       |                   | [ 39 ] |
| 2010 | Gabriella Rocha          | Simões Filho, BA           | 4º. Lugar                       |                   | [ 40 ] |
| 2011 | Cíntia Regert            | Passo do Sobrado, RS       | 3º. Lugar                       |                   | [ 41 ] |
| 2012 | Karyne Medeiros          | Parintins, AM              | Semifinalista (Top 12)          |                   | [ 42 ] |
| 2013 | Júlia Guerra             | Soledade, RS               | Miss América Latina             |                   | [ 43 ] |
| 2014 | Patrícia Guerra          | Luís Eduardo Magalhães, BA | 2º. Lugar                       |                   | [ 44 ] |
| 2015 | Dianine Nunes            | Ipatinga, MG               | 3º. Lugar                       |                   | [ 45 ] |
| 2016 | Bruna Bloise             | São Lourenço da Mata, PE   | 4º. Lugar                       |                   | [ 46 ] |
| 2017 | Bianca Lopes             | Jaú, SP                    | 2º. Lugar                       |                   | [ 47 ] |
| 2018 | Tereza Lima              | Limoeiro do Norte, CE      | Finalista (Top 07)              |                   | [ 48 ] |
| 2019 | Andressa Alves           | Tabira, PE                 | Finalista (Top 07)              |                   | [ 49 ] |
| 2021 | Daiara Stein             | Venâncio Aires, RS         | 2º. Lugar                       | Miss Popularidade | [ 50 ] |
| 2022 | Brenda Beltrão           | Barreirinha, AM            | 10º Lugar                       |                   | [ 51 ] |
| 2023 | Betina Sampaio           | Santa Cruz do Sul          | Assumiu após renúncia da eleita |                   |        |
| 2024 | Maria Eduarda Dubaj      | Canoas, RS                 |                                 |                   |        |
| 2025 | Letícia Borges           | São Paulo, SP              |                                 |                   |        |

| Ano  | Vencedora             | Origem                    | Colocação              | Prêmios             | Ref.   |
| ---- | --------------------- | ------------------------- | ---------------------- | ------------------- | ------ |
| 2002 | Vera Lúcia Dolores    |                           |                        | Melhor Traje Típico | —      |
| 2003 | Inês Carrinho         |                           |                        |                     | —      |
| 2006 | Sandra Di Novi        |                           |                        |                     | —      |
| 2008 | Liliana Mota          |                           |                        |                     | —      |
| 2010 | Carla Ribeiro         |                           |                        |                     | —      |
| 2011 | Melanie Vicente       | Torres Vedras, Lisboa     | Semifinalista (Top 12) |                     | [ 52 ] |
| 2012 | Sara Silveira         | Ilha de São Jorge, Açores | 2º. Lugar              |                     | [ 53 ] |
| 2013 | Geraldine Zawisla     | Lisboa, Lisboa 1          | 5º. Lugar              |                     | —      |
| 2014 | Ana Carolina Alves    | Cascais, Lisboa           | Semifinalista (Top 12) |                     | —      |
| 2018 | Fabiana Costa         | Monção, Viana do Castelo  |                        | Melhor Traje Típico | [ 54 ] |
| 2019 | Mara Alturas          | Boticas, Vila Real        |                        |                     | [ 55 ] |
| 2022 | Maria de Fátima Lopes | Vila Real, Vila Real      | Miss América Latina    |                     | [ 56 ] |

1 Geraldine Marie Domingues Zawisla é nascida em Paris, na França.